# Великий переполох у малому Китаї
«Великий переполох у малому Китаї» (англ. Big Trouble in Little China) — американський пригодницький фентезійний бойовик 1986 року режисера Джона Карпентера.
За сюжетом далекобійник Джек Бертон одного разу вирішив допомогти другові з китайського кварталу Сан-Франциско Ванг Чі забрати з аеропорту його дівчину Мяо Інь, яка прилетіла з Китаю. Зненацька Мяо Інь викрадають поплічники чаклуна, що хоче за допомогою дівчини позбутися накладеного на нього прокляття. Приєднавшись до пошуків дівчини, Джек дізнається, що китайська магія та міфи реальні.
Фільм, попри переважно позитивні відгуки, став касовим провалом, головним чином через конкуренцію з «Чужими». Джон Карпентер після цього став незалежним режисером. «Великий переполох у малому Китаї» вплинув на подальші відображення тем китайської магії та бойових мистецтв у західній культурі.

## Сюжет
Водій вантажівки Джек Бертон повертається до Сан-Франциско та виграє парі в свого друга Ванг Чі, що той не зможе розрубати пляшку, чим раніше хвалився. Ванг Чі не має з собою грошей розрахуватися, тому Джек везе його додому в китайський квартал. Дорогою вони заїжджають до аеропорту, щоб забрати наречену Ванга, Мяо Інь, яка повернулася з Китаю. Поки Джек намагається познайомитися з юристкою Грейсі Ло, вулична банда «Володарі смерті» викрадає Мяо Інь.
Джек і Ванг вистежують викрадачів до Чайнатауна, де опиняються в центрі бійки між двома стародавніми китайськими товариствами воїнів: «Чанг Сінг» і «Вінг Конг». Коли з'являються «Три бурі» — Грім, Дощ і Блискавка, воїни-стихійні духи, здатні керувати погодою, Джек намагається втекти на вантажівці, але наїжджає на Девіда Ло Пена, керівника «Трьох бур». Нажаханий Джек виходить з вантажівки, але знаходить Ло Пена неушкодженим. Коли Ло Пен випускає світло з очей і рота, очевидно щоб помститися Джеку, Ванг Чі тікає з другом крізь стічний тунель. Вантажівку Джека тим часом викрадають.
Ванг бере Джека до свого ресторану, де вони зустрічаються з Грейсі, її подругою-журналісткою Марго, другом Ванга Едді Лі та чарівником Еггом Шеном. Вони пояснюють Джеку, що під час золотої лихоманки багато китайців приплили до Америки та заснували тут Чайнатаун, принісши також і свої знання магії. Джек не вірить у це і лише хоче повернути свою вантажівку, проте поліція зволікає, тож він погоджується знайти Ло Пена. Група розробляє план проникнення в бордель, де, на їхню думку, утримується Мяо Інь. Джек переодягається багатієм і проникає всередину. Але раптово вривається Грім і забирає Мяо Інь.
Джек і Ванг вирушають до будинку, де Девід Ло Пен веде підставний бізнес, і вдають із себе ремонтників телефонів, щоб пробратися всередину. Дощ схоплює їх до своєї пастки, кімнати, що наповнюється водою. Коли вони тікають, то потрапляють у засідку Грому, що б'є їх. Потім їх катує Дощ (злегка, щоб швидше налякати, аніж скалічити) і відправляє до Ло Пена. Той пояснює Джеку та Ванг Чі, що шукає зеленооку дівчину, з якою повинен одружитися, щоб зняти з себе давнє прокляття. Чаклун питає юнаків,чи Мяо Інь з народу мяо, до якого належить сам Девід Ло Пен, та чи є вона дочкою анімістичного жерця, що швидше зруйнувало б прокляття. Коли Джек та Ванг Чі відмовляються допомагати, лиходій наказує замкнути їх у кімнаті, попередньо залякуючи молодих людей: якщо відмовляться й надалі співпрацювати — віддасть їх Дощеві закатувати цього разу на смерть. Ванг розповідає як понад дві тисячі років тому чаклун Ло Пен зазнав поразки в битві від першого імператора Цінь Ши Хуанді. Прокляття, накладене імператором, прирекло Ло Пена вічно бути безтілесним привидом під наглядом демона Чін-Дая. Інколи Ло Пен може набувати матеріальної форми,але — немічного напівпаралізованого дідугана, нездатного навіть ходити. Повернути йому тіло може тільки шлюб з зеленоокою дівчиною (а зеленоокі китаянки надзвичайно рідкісні). Коли Грім повертається, Джек і Ванг нападають на нього, але не можуть перемогти, бо Грім може втягувати повітря й рости. Джек ледве не падає в колодязь і приєднується до друзів, які прийшли рятувати його та Ванга. Їм вдається втекти з будівлі, але Грейсі схоплює величезний йєті і доставляє Ло Пену. Виявляється, що Девід Ло Пен зніме з себе прокляття лише вбивши дружину, а оскільки Грейсі теж зеленоока, чаклун вирішує одружитися і з нею теж аби потім вбити, а жити з Мяо Інь.
Ванг і Джек із бандою Чанг Сінг і Егг Шеном повертаються до штабу Ло Пена, щоб завадити церемонії весілля. Егг дає друзям зілля, що дозволяє їм бачити духів. Це допомагає подолати ящіркоподібне чудовисько в печері під штабом. Вони знаходять прихований ліфт і переривають весілля, починаючи бійку. Проте чаклун уже дізнався про їхнє прибуття завдяки своєму охоронцеві, схожому на беголдера. Ванг убиває Доща в поєдинку на мечах, мстячись йому за тортури, а потім приєднується до Джека й Грейсі в переслідуванні Ло Пена, який вже відновив свою тілесну форму, випивши кілька крапель крові Мяо Інь. Ло Пен намагається вбити Джека метальним ножем, але той ловить його і кидає назад, убивши лиходія.
Грім, розлючений тим, що Ло Пен мертвий, роздувається та вибухає. Джек, Ванг, Грейсі та Мяо Інь опиняються загнані в кут Блискавкою в коридорі, який обвалюється. Егг рятує їх за допомогою мотузки та вбиває Блискавку, кидаючи на нього статую Будди. Знайшовши вантажівку Джека та розібравшись із охоронцями «Вінг Конга», що залишилися, група втікає назад до ресторану Ванга.
Група святкує в ресторані; Ванг і Мяо Інь готуються одружитися, а Едді воз'єднується з Марго. Егг вирушає у відпустку до Китаю. Грейсі пропонує Джеку поїхати з ним, але той поки вагається, бо двічі був розлучений, мовляв, дружин він рано чи пізно починав бісити, тож поки що він поїздить сам. У дорозі виявляється, що йєті з підземелля Ло Пена сховався в його вантажівці.

## У ролях
| Актор         | Роль                             |
| ------------- | -------------------------------- |
| Курт Расселл  | Джек Бертон                      |
| Кім Кетролл   | Грейсі Лав                       |
| Денніс Дун    | Ванг Чі                          |
| Джеймс Хонг   | Девід Ло Пен                     |
| Віктор Вонг   | Егг Шен                          |
| Кейт Бертон   | Марго                            |
| Дональд Лі    | Едді Лі                          |
| Картер Вон    | Грім                             |
| Пітер Квон    | Дощ                              |
| Джеймс Пак    | Блискавка                        |
| Сьюзі Пей     | Мяо Інь                          |
| Чао Лі Чі     | дядько Чу                        |
| Джефф Імада   | Нідлз                            |
| Раммел Мор    | Джо Лакі                         |
| Крейг ЕнДжі   | Одновухий                        |
| Джун Кіото Лу | Біла Тигриця                     |
| Ноель Той     | Місіс О'тул                      |
| Джейд Го      | китаянка в борделі Білої Тигриці |
| Джеррі Гардін | юрист                            |
| Джеймс Лью    | боєць "Чанг Сінга" 1             |
| Джим Лау      | боєць "Чанг Сінга" 2             |
| Кенні Ендосо  | боєць "Чанг Сінга" 3             |
| Стюарт Квон   | боєць "Чанг Сінга" 4             |
| Гарі Той      | боєць "Чанг Сінга" 5             |
| Джордж Чунг   | боєць "Чанг Сінга" 6             |

| Актор               | Роль                             |
| ------------------- | -------------------------------- |
| Джиммі Джуе         | поранений боєць "Чанг Сінга"     |
| Ноубл Крейг         | монстр                           |
| Денні Кван          | китайський охоронець             |
| Мін Луонг           | Тара                             |
| Пол Джей.Кью. Лі    | китайський гравець               |
| Аль Леонг           | найманець "Вінг Конга"           |
| Джералд Окамура     | найманець "Вінг Конга"           |
| Вільям С. Вонг      | найманець "Вінг Конга"           |
| Ерік Лі             | найманець "Вінг Конга"           |
| Кері-Хіроюкі Тагава | найманець "Вінг Конга"           |
| Йокіо Дж. Коллінз   | найманець "Вінг Конга"           |
| Білл М. Рюісакі     | найманець "Вінг Конга"           |
| Брайан Імада        | найманець "Вінг Конга"           |
| Нейтан Юнг          | найманець "Вінг Конга"           |
| Деніел Іносанто     | найманець "Вінг Конга"           |
| Вернон Ріета        | найманець "Вінг Конга"           |
| Деніел Вонг         | найманець "Вінг Конга"           |
| Деніел Ерік Лі      | найманець "Вінг Конга"           |
| Лія Чанг            | жінка-охоронець "Вінг Конга"     |
| Діан Танака         | жінка-охоронець "Вінг Конга"     |
| Донна Л. Ногущі     | жінка-охоронець "Вінг Конга"     |
| Шінко Ісобе         | жінка-охоронець "Вінг Конга"     |
| Джон Карпентер      | працівник в китайському кварталі |
| Дона Лі Гейсінг     | китаянка-охоронець               |
| Лео Лі              | боєць поплічник                  |

## Супутня продукція
- Big Trouble in Little China — відеогра, beat 'em up, видана в 1986 році для ZX Spectrum і в 1987 для Amstrad CPC і Commodore 64[2].
- «Big Trouble in Little China/Escape from New York» (2016) — комікс-кросовер, у якому Джек Бертон зустрічає головного героя «Втечі з Нью-Йорка» Змія Пліскіна (у кіно Курт Рассел виконував ролі обох)[3].
- «Big Trouble in Little China: Old Man Jack» (2017) — комікс-продовження, де постарілий Джек протистоїть демону Чін-Даю[4].

## Сприйняття
Огляд на сайті Den of Geek стверджує: «„Великий переполох у малому Китаї“ залишається кінематографічним дивацтвом, радісним поєднанням різноманітних стилів і жанрів із нетрадиційним героєм, культовим лиходієм (Ло Пан залишається улюбленою темою вуличних художників у США), і його можна нескінченно цитувати». Головна причина касової невдачі фільму, можливо, була в тому, що глядачі, готові прийняти традиційні блокбастери, такі як «Чужі» та «Топ Ган» влітку 1986 року, «не мали уявлення, як відреагувати на фільм, який Карпентер назвав „екшн/пригодницький/комедія/кунг-фу/історія привидів/фільм про монстрів“».
Згідно з Medium.com, «Великий переполох у малому Китаї» використовує багато кліше, проте реалізує їх непередбачувано. Так, головний герой Джек не стає «білим рятівником» для китайців, а вливається у метушливу боротьбу разом з ними. Він також поступається в бойовій майстерності Вангу. Мотив діви в біді слугує рушійною основою сюжету, та місія з порятунку відступає на другий план порівняно з комедійною жвавістю. На відміну від інших фільмів, які показували східні культури в більш «чистій» формі для західної авдиторії, «Великий переполох у малому Китаї» вдається до змішання правдоподібності та вигадки. Вулиці Чайнатауну відтворено доволі точно, тоді як інтер'єри наповнені до сміху фальшивим реквізитом.

## Вплив
Персонаж серії відеоігор Mortal Kombat, Рейден, отримав свій вигляд від Доща, Блискавки та Грому з «Великого переполоху в малому Китаї». Чаклун Шанг Цунг нагадує Ло Пена, а Лю Кан — Ванга Чі.
Пародія на кліп «Gangnam Style» (2012) продемонстрована самим Джоном Карпентером на Screamfest, замінює персонажів оригінального кліпу на персонажів фільму з відповідними декораціями та текстом.
Епізод «Черепашок-ніндзя» «Чайнатаунська історія про привидів» (2014) використовує як основу свого сюжету «Великий переполох у малому Китаї».
Образ супергероя Тора в фільмах «Тор: Раґнарок» (2017) і «Тор: Любов і грім» (2022) був натхненний виглядом Джека Бертона з «Великого переполоху в малому Китаї».